# Velika nagrada Hrvatske u speedwayu
Velika nagrada Hrvatske u speedwayu, odnosno Speedway Grand Prix of Croatia ili FIM Croatian Speedway Grand Prix je utrka iz FIM Speedway Grand Prix (SGP) serije kojom se određuje FIM Svjetski prvak u speedwayu.

## Izdanja
2012.
Sedma utrka SGP sezone. Utrka je održana 28. srpnja. Od domaćih vozača nastupili su Jurica Pavlic i Dino Kovačić. Kovačić je nastupio samo u 20. heat-u.
2011.
Deseta utrka SGP sezone. Utrka je održana 24. rujna. Nije nastupio niti jedan domaći vozač. Dino Kovačić bio je nominiram od SGP komisije za rezervnog vozača utrke.
2010.
Osma utrka SGP sezone. Utrka je bila zakazana za subotu 28. kolovoza, ali je zbog nepovoljnih vremenskih uvjeta FIM porota odlučila odgoditi utrku za drugi dan. To je druga SGP utrka koja je odgođena za nedjelju, prva nakon SGP-a u Njemačkoj 1997.  Od Hrvata je nastupio Jurica Pavlic kao wild card nominiran od SGP komisije.

## Izdanja i finalisti
Legenda:
██ ukupni pobjednik prvenstva te sezone
| Lokacija stadiona | Sezona | Finalisti            | Finalisti            | Finalisti            | Finalisti            | NVD [s]                     | Ref   |
| Lokacija stadiona | Sezona | Pobjednik            | # 2                  | # 3                  | # 4                  | NVD [s]                     | Ref   |
| ----------------- | ------ | -------------------- | -------------------- | -------------------- | -------------------- | --------------------------- | ----- |
| Donji Kraljevec   | 2023.  | Nepoznata kratica »« | Nepoznata kratica »« | Nepoznata kratica »« | Nepoznata kratica »« | (H)                         |       |
| Donji Kraljevec   | 2022.  | Nepoznata kratica »« | Nepoznata kratica »« | Nepoznata kratica »« | Nepoznata kratica »« | (H)                         |       |
| Donji Kraljevec   | 2012.  | Nicki Pedersen 19    | Andreas Jonsson 15   | Tomasz Gollob 13     | Jurica Pavlic 12     | 59.50 (H1) Greg Hancock     | [ 2 ] |
| Donji Kraljevec   | 2011.  | Andreas Jonsson 24   | Chris Harris 23      | Fredrik Lindgren     | Greg Hancock         | 59.84 (H8) Kenneth Bjerre   | [ 3 ] |
| Donji Kraljevec   | 2010.  | Greg Hancock 22      | Chris Harris 21      | Jason Crump 17       | Fredrik Lindgren 11  | 58.34 (H1) Fredrik Lindgren | [ 4 ] |

## Kvalifikacije za SGP
Speedway Grand Prix Qualification, odnosno kvalifikacijske utrke za narednu sezonu Speedway Grand Prixa povremeno su održavane u Hrvatskoj.
2019. i 2020. godine po prvi puta u povijesti se utrka Grand Prix Challenge-a vozila na istoj stazi dvije godine zaredom.
██ Speedway Grand Prix Challenge
| Godina | Lokacija stadiona | Pobjednik            | # 2                  | # 3                  | # 4                  | NVD [s] | Ref |
| ------ | ----------------- | -------------------- | -------------------- | -------------------- | -------------------- | ------- | --- |
| 2021.  | Donji Kraljevec   | Nepoznata kratica »« | Nepoznata kratica »« | Nepoznata kratica »« | Nepoznata kratica »« | ()      |     |
| 2020.  | Donji Kraljevec   | Matej Žagar          | Nepoznata kratica »« | Nepoznata kratica »« | Nepoznata kratica »« | ()      |     |
| 2019.  | Donji Kraljevec   | Matej Žagar          | Nepoznata kratica »« | Nepoznata kratica »« | Nepoznata kratica »« | ()      |     |
| 2018.  | Donji Kraljevec   | Nepoznata kratica »« | Nepoznata kratica »« | Nepoznata kratica »« | Nepoznata kratica »« | ()      |     |
| 2017.  | Donji Kraljevec   | Nepoznata kratica »« | Nepoznata kratica »« | Nepoznata kratica »« | Nepoznata kratica »« | ()      |     |
| 2016.  | Donji Kraljevec   | Piotr Pawlicki Jr.   | Nepoznata kratica »« | Nepoznata kratica »« | Nepoznata kratica »« | ()      |     |
| 2015.  | Donji Kraljevec   | Piotr Pawlicki Jr.   | Nepoznata kratica »« | Nepoznata kratica »« | Nepoznata kratica »« | ()      |     |
| 2014.  | Donji Kraljevec   | Hans N. Andersen     | Nepoznata kratica »« | Nepoznata kratica »« | Nepoznata kratica »« | ()      |     |
| 2013.  | Donji Kraljevec   | Nepoznata kratica »« | Nepoznata kratica »« | Nepoznata kratica »« | Nepoznata kratica »« | ()      |     |
| 2012.  | Donji Kraljevec   | Krzysztof Kasprzak   | Nepoznata kratica »« | Nepoznata kratica »« | Nepoznata kratica »« | ()      |     |
| 2011.  | Donji Kraljevec   | Antonio Lindbäck     | Nepoznata kratica »« | Nepoznata kratica »« | Nepoznata kratica »« | ()      |     |
| 2010.  | Donji Kraljevec   | Chris Harris         | Nepoznata kratica »« | Nepoznata kratica »« | Nepoznata kratica »« | ()      |     |
| 2009.  | Donji Kraljevec   | Jurica Pavlic        | Nepoznata kratica »« | Nepoznata kratica »« | Nepoznata kratica »« | ()      |     |
| 2008.  | Donji Kraljevec   | Charlie Gjedde       | Nepoznata kratica »« | Nepoznata kratica »« | Nepoznata kratica »« | ()      |     |
| 2007.  | Donji Kraljevec   | Nepoznata kratica »« | Nepoznata kratica »« | Nepoznata kratica »« | Nepoznata kratica »« | ()      |     |
| 2006.  | Donji Kraljevec   | Nepoznata kratica »« | Nepoznata kratica »« | Nepoznata kratica »« | Nepoznata kratica »« | ()      |     |
| 2005.  | Donji Kraljevec   | Nepoznata kratica »« | Nepoznata kratica »« | Nepoznata kratica »« | Nepoznata kratica »« | ()      |     |
| 2004.  | Donji Kraljevec   | Nepoznata kratica »« | Nepoznata kratica »« | Nepoznata kratica »« | Nepoznata kratica »« | ()      |     |
| 2003.  | Donji Kraljevec   | Nepoznata kratica »« | Nepoznata kratica »« | Nepoznata kratica »« | Nepoznata kratica »« | ()      |     |
| 2002.  | Donji Kraljevec   | Nepoznata kratica »« | Nepoznata kratica »« | Nepoznata kratica »« | Nepoznata kratica »« | ()      |     |
|        | Donji Kraljevec   | Nepoznata kratica »« | Nepoznata kratica »« | Nepoznata kratica »« | Nepoznata kratica »« | ()      |     |
|        | Prelog            | Nepoznata kratica »« | Nepoznata kratica »« | Nepoznata kratica »« | Nepoznata kratica »« | ()      |     |

## Vanjske poveznice
- SpeedwayGP  Arhivirana inačica izvorne stranice od 26. svibnja 2019. (Wayback Machine)